# Anomoia melanopsis
Anomoia melanopsis är en tvåvingeart som först beskrevs av Erich Martin Hering 1938. Anomoia melanopsis ingår i släktet Anomoia och familjen borrflugor.
Artens utbredningsområde är Myanmar. Inga underarter finns listade i Catalogue of Life.